# Diocese de Cametá
A Diocese de Cametá (Dioecesis Cametanensis) é uma circunscrição eclesiástica da Igreja Católica no Brasil, pertencente à Província Eclesiástica de Belém do Pará e ao Conselho Episcopal Regional Norte II da Conferência Nacional dos Bispos do Brasil, sendo sufragânea da Arquidiocese de Belém do Pará. A sé episcopal está na Catedral de São João Batista, na cidade de Cametá, no estado do Pará.

## Histórico

### Início da presença da Igreja Católica
A presença dos religiosos Franciscanos da Província de Santo Antônio de Portugal (capuchos de Santo Antônio) em Camutá, no Rio Tocantins, inicia-se no ano de 1617, com a chegada de Frei Cristóvão de São José, Frei Filipe de São Boaventura, Frei Antônio de Merciana e Frei Sebastião do Rosário.
Na margem esquerda do rio Tocantins estabeleceu-se um núcleo populacional, que tomou o nome dos habitantes locais, os índios camutás, estabeleceu-se a Vila Viçosa de Santa Cruz, núcleo original da futura Capitania de Camutá, de Feliciano Coelho de Carvalho, a ser criada em 1635.
Em 1624 é publicado o alvará régio sobre a liberdade dos índios. Em 1625, Frei Cristóvão de Lisboa, primeiro custódio dos religiosos Franciscanos da Província de Santo Antônio de Portugal no Maranhão, é nomeado comissário do Santo Ofício e Protetor dos índios. Neste mesmo ano, Frei Cristóvão funda a aldeia de Santa Cruz do Camutá.

### Prelazia
A Prelazia de Cametá foi criada a 29 de novembro de 1952 por meio da Constituição Apostólica Providentissimi Consilium, do Papa Pio XII, com território desmembrado da Arquidiocese de Belém do Pará, confiada pela Santa Sé aos cuidados da Congregação da Missão.
Padre Cornélio Veerman, CM, foi o administrador apostólico no período de 1955 a 1961, quando foi nomeado primeiro bispo prelado.

### Diocese
Em 6 de fevereiro de 2013, a prelazia foi elevada à dignidade de diocese pelo Papa Bento XVI, que nomeou Dom Jesús María Cizaurre Berdonces, OAR, como primeiro bispo diocesano.

### Breve cronologia
Quando não mencionada fonte diversa, as datas são oriundas da Cronologia eclesiástica do Pará, de Dom Alberto Ramos.
- 2 de janeiro de 1644 – Frei Cristóvão de Lisboa, OFM, é nomeado bispo de Angola.
- 1660 – Falece em Cametá, o Pe. Francisco Gonçalves, SJ.
- 7 de fevereiro de 1762 – Nasce em Cametá Dom Romualdo de Sousa Coelho.
- 28 de julho de 1863 – Dom Macedo Costa escreve "Memória sobre o Seminário", em Cametá.
- 16 de setembro de 1893 – Fundação do Apostolado da Oração, em Cametá.
- 26 de outubro de 1916 – Dom Santino Coutinho extingue a Irmandade de São Benedito, em Cametá.
- 18 de novembro de 1919 – Nasce em Cametá, Dom Milton Corrêa Pereira.
- 29 de novembro de 1952 – É erigida a Prelazia de Cametá, por meio da Constituição Apostólica Providentissimi Consilium, do Papa Pio XII.[6]
- 3 de maio de 1955 – Pe. Cornélio Veerman, da Congregação da Missão é nomeado Administrador Apostólico da Prelazia de Cametá.
- 27 de fevereiro de 1961 – Monsenhor Cornélio Veerman, CM, é nomeado bispo titular de Númida, e primeiro bispo prelado de Cametá.[1][2][3]
- 22 de maio de 1966 – Dom Sebastião Baggio, núncio apostólico no Brasil, visita as prelazias de Abaetetuba e Cametá.
- 8 de agosto de 1969 – Dom Cornélio Veerman, CM, renuncia ao múnus episcopal.[2]
- 11 de julho de 1970 – Pe. Henrique Riemslag, CM, é nomeado Administrador Apostólico da Prelazia de Cametá.
- 17 de março de 1976 – A Sagrada Congregação para os Bispos passa a Paróquia de Itupiranga da Prelazia de Cametá para a Prelazia de Marabá.
- 21 de maio de 1980 – Pe. José Elias Chaves Júnior, CM, é nomeado bispo da prelazia de Cametá.[8]
- 24 de setembro de 1980 – Dom José Elias Chaves, CM, toma posse como segundo bispo prelado de Cametá.
- 12 de setembro de 1994 – Morre Dom Cornélio Veerman, CM.[2]
- 29 de setembro de 1999 – Dom José Elias Chaves Júnior, CM, renuncia ao múnus pastoral.[2]
- 23 de fevereiro de 2000 – Frei Jesús María Cizaurre Berdonces, OAR, é nomeado terceiro bispo prelado de Cametá.[1]
- 7 de maio de 2000 – Dom Jesús María Cizaurre Berdonces, OAR, é ordenado bispo.[1]
- 31 de outubro de 2006 – Morre Dom José Elias Chaves Júnior, CM.
- 6 de fevereiro de 2013 – A Prelazia de Cametá é elevada à dignidade de Diocese e seu bispo prelado é nomeado primeiro bispo diocesano de Cametá.

## Demografia
Em 2004, a então prelazia contava com uma população aproximada de 411.657 habitantes, com 69,9% de católicos. Em 2016, já nomeada diocese, contava com uma população, segundo dados do IBGE, de aproximadamente 616.574.
O território da diocese é de 48.308,885 km², organizado em 20 paróquias.
A diocese abrange os seguintes municípios: Baião, Breu Branco, Cametá, Igarapé-Miri, Limoeiro do Ajuru, Mocajuba, Novo Repartimento, Oeiras do Pará, Pacajá e Tucuruí.

## Paróquias
- Baião - Paróquia Santo Antônio de Pádua.
- Breu Branco - Paróquia São Sebastião.
- Cametá - Paróquia São João Batista.
- Cametá - Paróquia Santa Maria de Cametá (São Benedito dos Inocentes).
- Cametá - Paróquia São José das Ilhas - Vila de Cupijó.
- Cametá - Paróquia N. Sra. do Carmo - Vila do Carmo do Tocantins.
- Cametá - Paróquia N. Sra. do Carmo (São Benedito) - Vila de Carapajó.
- Igarapé-Miri - Paróquia N. Sra. Sant'Ana.
- Igarapé-Miri - Paróquia N. Sra. de Nazaré - Vila Maiuatá.
- Limoeiro do Ajuru - Paróquia N. Sra. Imaculada Conceição.
- Mocajuba - Paróquia N. Sra. da Conceição.
- Novo Repartimento - Paróquia São Francisco de Assis.
- Novo Repartimento - Paróquia São José de Maracajá - Vila de Maracajá.
- Novo Repartimento - Paróquia N. Sra. Aparecida - Vila de Nova Conquista (Rio Gelado).
- Oeiras do Pará - Paróquia N. Sra. da Assunção.
- Pacajá - Paróquia Cristo Rei.
- Tucuruí - Paróquia São José.
- Tucuruí - Paróquia Sagrado Coração de Jesus.
- Tucuruí - Paróquia Santa Rita de Cássia.
- Tucuruí - Paróquia Menino Jesus.

## Bispos
Ao longo de sua história teve três bispos prelados e três diocesanos:
|                          | Nome                                   | Período           | Notas                             |                   |
| Bispos diocesanos        | Bispos diocesanos                      | Bispos diocesanos | Bispos diocesanos                 | Bispos diocesanos |
| ------------------------ | -------------------------------------- | ----------------- | --------------------------------- | ----------------- |
| 3º                       | Ivanildo Oliveira Almeida              | 2023-             | atual                             |                   |
| 2º                       | José Altevir da Silva, C.S.Sp.         | 2017-2022         | Nomeado bispo de Tefé             |                   |
| 1º                       | Jesús María Cizaurre Berdonces, O.A.R. | 2013-2016         | Nomeado bispo de Bragança do Pará |                   |
| Bispos prelados          |                                        |                   |                                   |                   |
| 3º                       | Jesús María Cizaurre Berdonces, O.A.R. | 2000-2013         | Nomeado bispo diocesano.          |                   |
| 2º                       | José Elias Chaves Júnior, C.M.         | 1980-1999         | Renunciou.                        |                   |
| 1º                       | Cornélio Veerman, C.M.                 | 1961-1969         | Renunciou.                        |                   |
| Administrador apostólico |                                        |                   |                                   |                   |
|                          | José Maria Chaves dos Reis             | 2022-2023         | Bispo de Abaetetuba               |                   |